# 兼子恭宗
兼子 恭宗（かねこ ただひろ）は、コナミデジタルエンタテインメントのゲームクリエイター。

## 人物
パワプロプロダクション所属のスタッフ。
かつて実況パワフルプロ野球ポータブル（パワポタ）シリーズでプロデューサーを務めた。
現在は、実況パワフルプロ野球（パワプロ）シリーズのディレクター、パワプロクンポケットシリーズ（パワポケ）のプロデューサーなどを務める。

## 主な作品
- NHL Blades of Steel '99
- 麻雀格闘倶楽部
- 実況パワフルプロ野球ポータブル
- 実況パワフルプロ野球ポータブル2
- 実況パワフルプロ野球ポータブル3
- 実況パワフルプロ野球ポータブル4
- パワプロ サクセス・レジェンズ - ディレクター
- 実況パワフルプロ野球シリーズ
- パワプロクンポケットシリーズ